# Brejolândia
Brejolândia is een gemeente in de Braziliaanse deelstaat Bahia. De gemeente telt 9.791 inwoners (schatting 2009).